# Viktoria Rebensburg
Viktoria Rebensburg (n. 4 octombrie 1989, Kreuth, Bavaria, Germania) este o schioare alpină ce a reprezentat Germania, medaliată olimpică. A participat la 2 ediții ale Jocurilor Olimpice (2010, 2014) în care a câștigat o medalie de aur și o medalie de bronz.